# Náměstí Republiky 17 (Plzeň)
Dům na náměstí Republiky 17 je původně pozdně gotický, později několikrát přestavovaný dům. Dům je součástí jižní fronty městských domů na náměstí Republiky v Plzni. Sousedí s Principálovským domem.

## Historie
Dům pochází ve zdivu z doby kolem roku 1500, před rokem 1569 byl přestavěn renesančně a v 18. století barokně. Fasáda byla nově upravena a vyzdobena v roce 1891, štítové polopatro pak bylo doplněno v roce 1932.

## Architektura
Jedná se o jednopatrový řadový dům s obytným podkrovím, zbudovaný na protáhlém obdélníkovém půdorysu. Dům je štítově orientován do náměstí a je završený sedlovou střechou krytou taškami.
Nápadnými prvky fasády jsou zejména dřevěný kazetový obklad kryjící celé přízemí a v patře pak po dvou sdružená okna v šambránách s boltcovými uchy a lemovaná bohatou štukovou výzdobou. Barokně tvarovaný atikový štít je na bocích zdoben obelisky a je členěn pilastry a římsami, mezi nimiž jsou tři obdélníková okna do půdního polopatra.